# Elezioni parlamentari in Moldavia dell'aprile 2009
Le elezioni parlamentari in Moldavia 2009 si tennero il 5 aprile e videro la vittoria del Partito dei Comunisti della Repubblica di Moldavia.

## Risultati
| Liste                                              | Voti      | %     | Seggi |
| -------------------------------------------------- | --------- | ----- | ----- |
| Partito dei Comunisti della Repubblica di Moldavia | 760.551   | 49,48 | 60    |
| Partito Liberale                                   | 201.879   | 13,13 | 15    |
| Partito Liberale Democratico di Moldavia           | 191.113   | 12,43 | 15    |
| Alleanza Moldavia Nostra                           | 150.155   | 9,77  | 11    |
| Totale                                             | 1.537.087 |       | 101   |